# Dolores Ibárruri

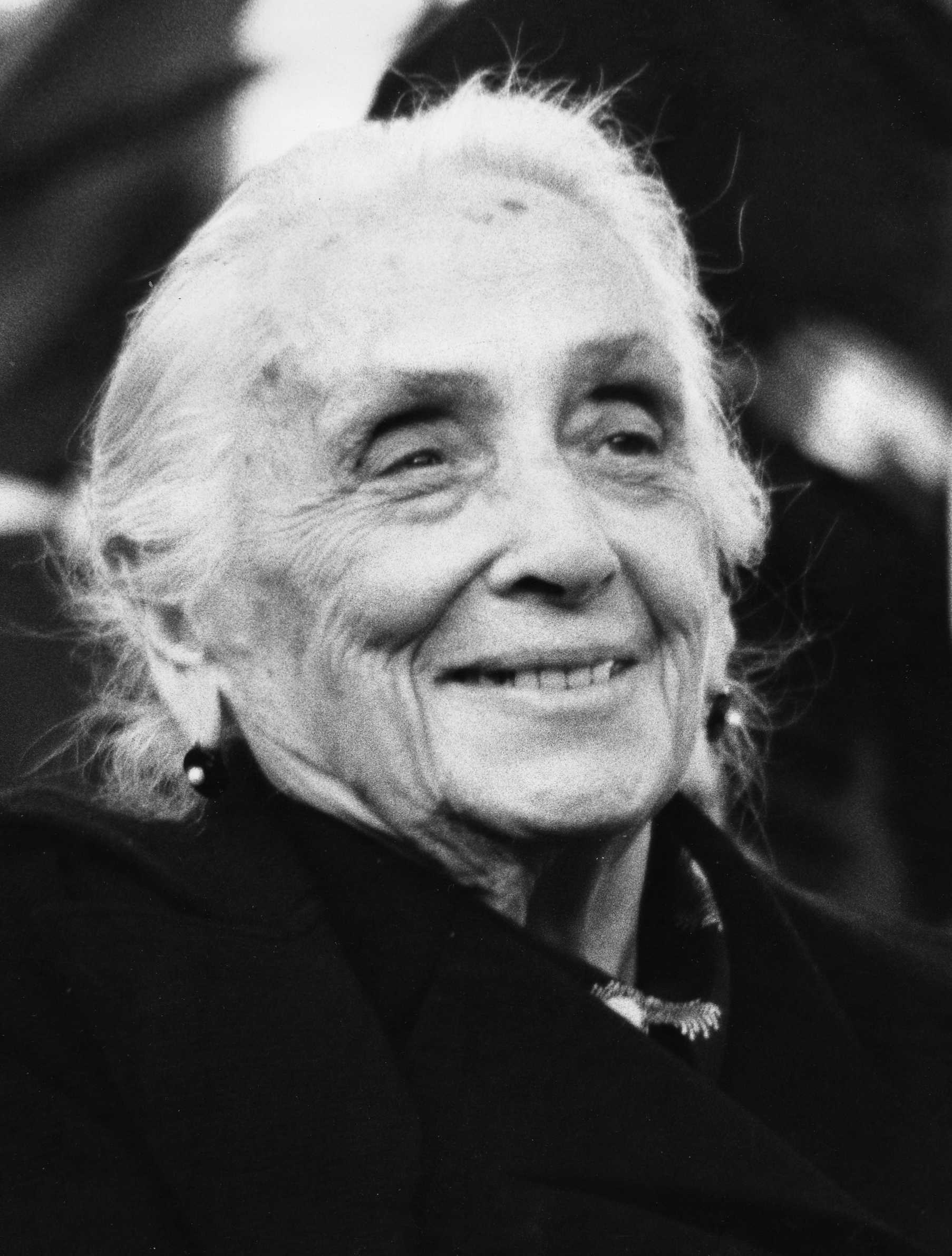
Dolores Ibárruri im Jahre 1978

Dolores Ibárruri Gómez (genannt La Pasionaria; * 9. Dezember 1895 im Dorf Gallarta der Gemeinde Abanto y Ciervana, Bizkaia, Baskenland; † 12. November 1989 in Madrid) war eine spanische Revolutionärin und Politikerin der Arbeiterbewegung.
Sie war Abgeordnete der Kommunistischen Partei (PCE) im spanischen Parlament und eine wichtige politische Protagonistin des Spanischen Bürgerkriegs 1936–1939. Ihr wird der Ausruf ¡No pasarán! („Sie werden nicht durchkommen!“) zugeschrieben.

## Leben

### Herkunft und Jugend
Ibárruri war das achte von elf Kindern des Antonio Ibárruri und seiner Frau Juliana Gómez. Ihre gesamte Familie arbeitete im baskischen Bergbau. Einer ihrer Großväter war im Stollen von einem Hämatitblock erschlagen worden. Nach der Schule, deren Bildungsinhalte, laut dem Historiker Bartolomé Bennassar, fast gänzlich aus Schlägen und religiösen Litaneien bestanden, arbeitete sie ab dem Alter von 15 Jahren während zwei Jahren als Näherin, später drei Jahre als Dienstmädchen. Sie las viel und eignete sich die Bruchstücke einer höheren Bildung an. Ihr Vater ermutigte sie, die Versammlungen der Spanischen Sozialistischen Arbeiterpartei PSOE zu besuchen. 1917 schrieb sie sich als Parteimitglied ein.
Mit 20 Jahren heiratete sie Julián Ruiz, einen Kommunisten und Bergarbeiter. Vier ihrer sechs Kinder starben aufgrund der schlechten Lebensbedingungen infolge der extremen Armut. Nachdem Ruiz 1917 am Generalstreik teilgenommen hatte, wurde er mehrmals inhaftiert, was die finanziell schlimme Lage seiner Familie noch verschärfte. Unter dem Diktator Miguel Primo de Rivera verschärfte sich die Repression.

### Karriere in der PCE und Abgeordnete

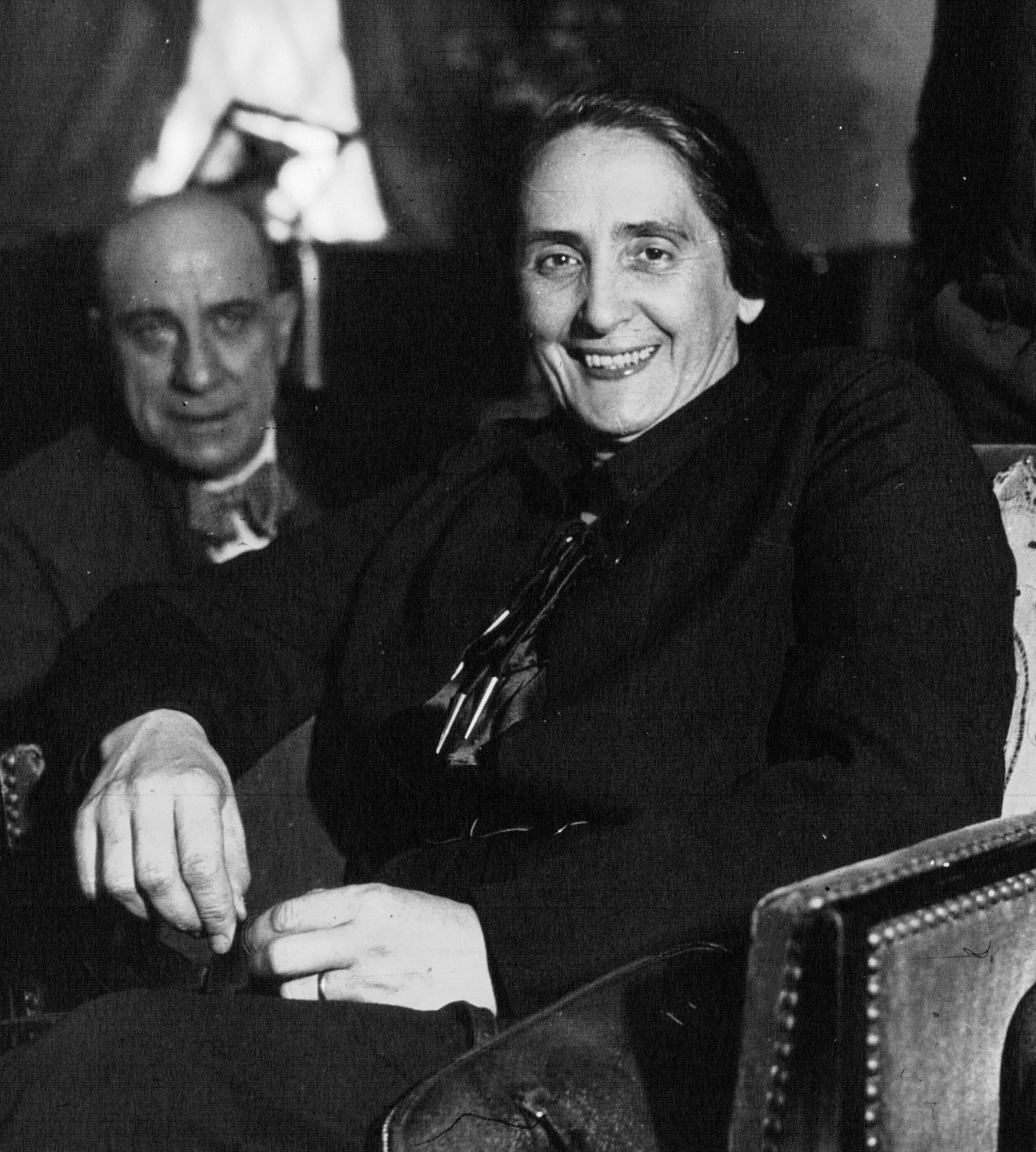
Ibárruri im Jahr 1936

Ibárruri trat 1921 der Kommunistischen Partei bei. Unter dem Pseudonym La Pasionaria (dt. „die Passionsblume“) begann sie, Artikel für das Bergarbeiterblatt El Minero Vizcaino zu schreiben und sich aktiv in der Arbeiterbewegung zu engagieren. 1920 wurde sie in das Provinzkomitee der baskischen Kommunistischen Partei gewählt.
Sie war eine der Mitbegründerinnen der kommunistischen Partei in Asturien. 1930 wurde sie in das Zentralkomitee der PCE gewählt. Bald darauf trennte sie sich von ihrem Mann und zog im September 1931 auf Anweisung der Parteileitung nach Madrid. Als Redakteurin der Mundo Obrero (dt. „Die Arbeiter-Welt“) erreichte sie schnell Bekanntheit. 1932 wurde sie Mitglied des Politbüros und Verantwortliche der Frauenkommission der PCE.
Ibárruri war eine gute Rednerin, die die Menschen mitreißen konnte. Sie wurde bald von den spanischen Behörden verfolgt und mehrmals verhaftet. 1933 wurde sie als Abgeordnete der KP Asturiens ins spanische Abgeordnetenhaus „Cortes Generales“ gewählt, wo sie sich für die Verbesserung der Frauenrechte, insbesondere bei der Arbeit, im Haushalt und auf dem Gebiet der Gesundheit, einsetzte. Ihre Partei delegierte sie 1933 in die Komintern. Im selben Jahr reiste sie erstmals nach Moskau, um Josef Stalin zu treffen. 1934 nahm sie als Vorsitzende der Frauenkommission der PCE am Weltfrauenkongress in Paris teil.
Im Mai 1936 äußerte Ibárruri während einer Parlamentssitzung gegenüber José Calvo Sotelo, dem Anführer der Rechten im spanischen Parlament, Ese hombre ha hablado por última vez („Dieser Mann hat zum letzten Mal gesprochen“). Zwei Monate später wurde Calvo Sotelo ermordet. Ibárruri bestritt jedoch, dass sie mit ihren Worten zu seiner Tötung aufrufen wollte. Das Attentat auf Calvo Sotelo war ein Auslöser des Spanischen Bürgerkriegs.

### Bürgerkrieg
Ibárruri unterstützte im Bürgerkrieg die republikanischen Truppen gegen Franco, indem sie flammende Reden im Radio hielt und die Truppen an der Front besuchte, um ihre Moral zu stärken. Im Herbst 1936 mobilisierte sie alle republikanischen Kräfte zur Verteidigung der spanischen Hauptstadt. Ihre Parole ¡No pasarán! (dt. „Sie werden nicht durchkommen!“) wurde zum Schlachtruf der Verteidiger der Republik. Ihre Reden brachten einen bedeutenden Teil der Bevölkerung, insbesondere der Frauen, auf die Seite der Republikaner. Zusammen mit verschiedenen Prominenten wie Palmiro Togliatti beteiligte sie sich an verschiedenen Komitees, um für Unterstützung für die Republikaner zu werben. 1937 wurde sie Vizepräsidentin der Cortes, kurz darauf Präsidentin. Innerhalb der spanischen KP galt sie als Stalinistin und hielt eisern an der Parteidoktrin fest. Im Parlament trat sie für die institutionelle Ordnung ein.

### Emigration
Bereits vor ihrer eigenen Flucht unterstützte sie die Emigration spanischer Familien in die Sowjetunion. 1939 bat sie Stalin um Asyl für sich und ihre beiden Kinder. Als die republikanischen Fronten zusammenbrachen, verließ sie Spanien. In Moskau vertrat sie die PCE im Exil und wurde 1942 zu deren Generalsekretärin gewählt. Ihr einziger Sohn Rubén Ruiz trat der Roten Armee bei und fiel am 3. September 1942 in der Schlacht um Stalingrad als Oberleutnant der 35. Gardedivision.

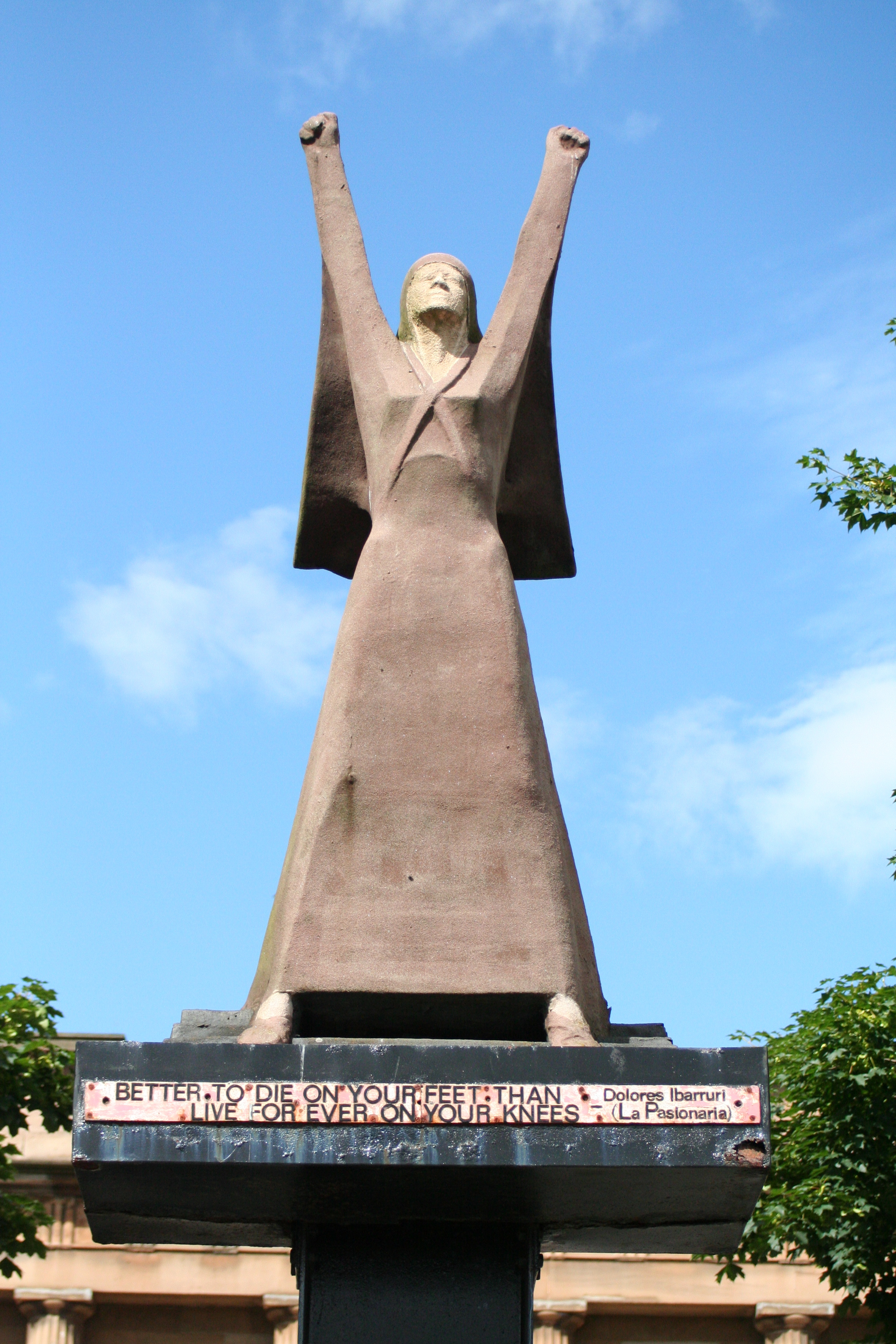
La-Pasionaria-Statue in Glasgow

Im Mai 1944 wurde Ibárruri Generalsekretärin der PCE, 1960 deren Vorsitzende. In den frühen 1960er Jahren erwarb sie die sowjetische Staatsbürgerschaft. Sie wurde mit der Ehrendoktorwürde der Lomonossow-Universität ausgezeichnet. 1964 erhielt sie den Internationalen Lenin-Friedenspreis, 1965 den Leninorden. 1966 veröffentlichte sie ihre Autobiographie unter dem Titel ¡No Pasarán!
Im Laufe der 1960er-Jahre, insbesondere nachdem die KP sie in die Tschechoslowakei entsandt hatte und sie die dortige Situation erleben konnte, wurde ihre politische Einstellung moderater. Bereits 1968 verurteilte sie den Einmarsch der Warschauer-Pakt-Staaten in die Tschechoslowakei zur Beendigung des Prager Frühlings. Gemeinsam mit ihrem Ko-Vorsitzenden Santiago Carrillo begründete sie den sogenannten Eurokommunismus, als die spanische KP als erste Kommunistische Partei den Leninismus aus ihrem Programm entfernte, um ihre Unabhängigkeit von der KPdSU deutlich zu machen. Sie war nun davon überzeugt, alle demokratischen Gruppierungen und Parteien müssten sich zusammenschließen, um gemeinsam eine gerechte Gesellschaft aufzubauen.

### Rückkehr nach Spanien und Tod
Nach Francos Tod 1975, der Zeit der Transición, kehrte Ibárruri am 13. Mai 1977, mit über 80 Jahren, nach Asturien zurück. Im selben Jahr wurde sie erneut zur Abgeordneten ins Parlament gewählt. Bis zu ihrem Tod blieb die Ikone des spanischen Kommunismus, die 38 Jahre ihres Lebens im Exil verbracht hatte, politisch aktiv. Im Alter von 93 Jahren starb Ibárruri Ende 1989 an einer Lungenentzündung in Madrid.

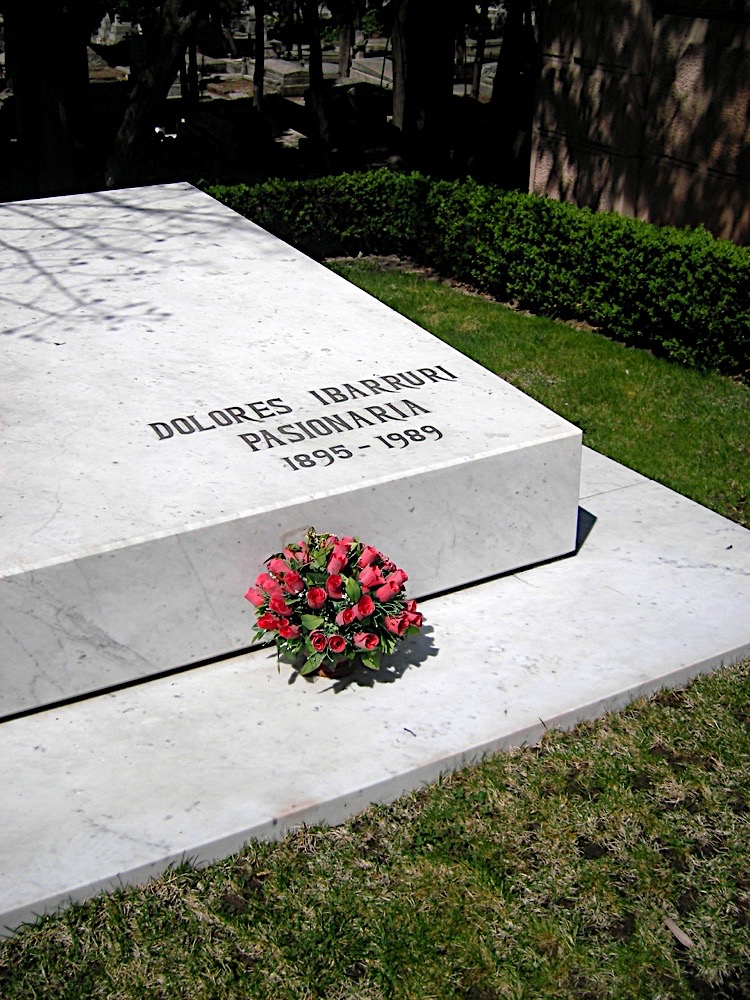
Das Grab von Dolores Ibárruri auf dem Madrider Zivilfriedhof

Am 14. November zogen Tausende an ihrem aufgebahrten Leichnam vorbei, darunter Veteranen des Bürgerkrieges und die Botschafter von Kuba, der Tschechoslowakei, der DDR, Jugoslawiens und Chinas sowie der Bürgermeister Madrids. Tausende nahmen später unter den Rufen ¡No pasarán! an ihrer Beerdigung teil. Einige Bürgermeister ordneten vier Tage Staatstrauer an.

## Rezeption
Leben und Werk von La Pasionaria wurden von Dichtern wie Rafael Alberti, Antonio Machado und Miguel Hernández gewürdigt. Ernest Hemingway setzte ihr in seinem Roman Wem die Stunde schlägt in der Figur der Partisanin Pilar ein literarisches Denkmal; für die Rolle der Pilar in der Verfilmung erhielt Schauspielerin Katina Paxinou einen Oscar. Oskar Kokoschka zeichnete 1937 La Pasionaria als Mutter mit einem erschöpften Kind im Arm und zugleich erhobener Faust.

### Primärliteratur
- 1938: Speeches & Articles 1936–1938, New York
- 1952: Der Kampf des spanischen Volkes gegen das Franco-Regime
- 1955: Der national-revolutionäre Krieg des spanischen Volkes 1936–1939
- 1963: El único camino, Moskau
- 1966: ¡No Pasarán! Memorias de Dolores Ibárruri, Moskau
- 1984: Mir fehlte Spanien
- 1985: Pasionaria, der Kampf und das Leben

### Sekundärliteratur
- Birgit Aschmann: Dolores Ibárruri (1895–1989). La Pasionaria: Die wortmächtigste Kommunistin Europas. In: Eine andere Geschichte Spaniens. Schlüsselgestalten vom Mittelalter bis ins 20. Jahrhundert. Böhlau, Köln 2022, ISBN 978-3-412-52557-6, S. 379–400.
- Robert Low: La Pasionaria. The Spanish Firebrand. Hutchinson, 1992, ISBN 0-09-177535-3
- Dolores Ibárruri Gómez in: Internationales Biographisches Archiv 52/1989 vom 18. Dezember 1989, im Munzinger-Archiv (Artikelanfang frei abrufbar)